# Burgstall Geierlambach
Der Burgstall Geierlambach ist der Überrest einer Befestigungsanlage des Frühmittelalters nördlich von Geierlambach bei Kirchdorf an der Amper im Landkreis Freising in Oberbayern. Die Anlage ist als Bodendenkmal geschützt und wird als Bodendenkmal unter der Aktennummer D-1-7536-0036 im Bayernatlas als „Ringwall mit Vorwerken des frühen Mittelalters ("Burgstall")“ geführt.

## Lage
Der Burgstall Geierlambach befindet sich 400 m nördlich von Geierlambach bei Kirchdorf an der Amper in Oberbayern im Flurstück Kreuth auf einer Höhe von 497 m ü. NN.

## Beschreibung

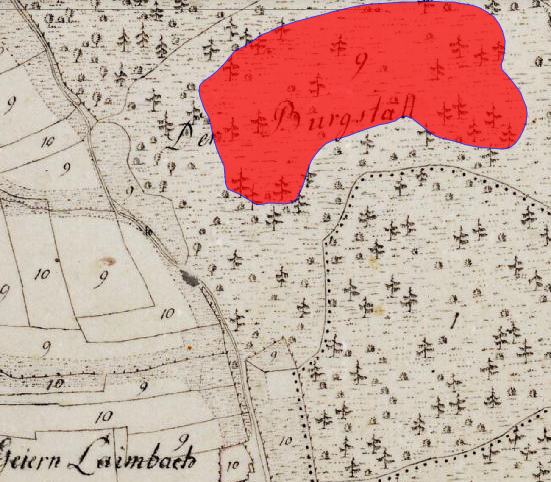
Lageplan des Burgstalls Geierlambach auf dem Urkataster von Bayern

Die ehemals vier Hektar große Anlage mit Vorburg ist heute vollständig von Bäumen bestanden. Gut sichtbar sind die mehrfachen, ringförmigen Erdwälle, die die Festung zusätzlich zu den steilen Hängen im Westen und Süden abgesichert haben. Vielfach sind auch noch die Gräben vor den Wällen sichtbar. Beides ist heute an mehreren Stellen von einem Feldweg durchbrochen. Die frühmittelalterliche Wehranlage bestand vermutlich nur aus Wällen mit Palisaden und Gräben. Die Bevölkerung der Region erhoffte sich darin im 10. Jahrhundert Schutz vor den umherziehenden Ungarn.